# Sette, sono sette
Sette sono sette (in russo Семеро ихè) una cantata per tenore, coro e orchestra scritta da Sergej Sergeevič Prokof'ev fra il 1917 e il 1918 su testo del poeta Konstantin Bal'mont.

## Storia
Quando nel febbraio 1917, in seguito all'insurrezione popolare e conseguente rivoluzione, lo zar abdicò, Prokof'ev, al pari di molti altri artisti, accolse gli eventi come l'alba di una nuova era; non si interessò però direttamente alla situazione poiché l'impegno politico aveva sempre suscitato in lui avversione.
Nell'ottobre del 1917 il musicista raggiunse la madre a Kislovodsk nel Caucaso. Qui soggiornò fino al marzo dell'anno successivo; lavorò costantemente terminando la Sinfonia classica, le sonate n. 3 e n. 4 per pianoforte e la cantata Sette sono sette che aveva già iniziato qualche mese prima nei pressi di San Pietroburgo.
 Anche se gli avvenimenti rivoluzionari non indussero Prokof'ev a nessuna pubblica scelta di posizione, un riscontro degli eventi si trova comunque nella cantata. Egli scrisse nelle sue memorie: "Gli avvenimenti rivoluzionari che travagliavano la Russia si ripercuotevano in me in maniera inconscia ed esigevano una manifestazione musicale; non sapendo come altro fare mi ispirai a dei temi antichi che erano sopravvissuti all'usura del tempo"
Il musicista si era già affidato a testi di Bal'mont per le Due liriche op. 7, per i Due canti op. 9 e per il titolo delle sue Visions fugitives per pianoforte; Prokof'ev aveva conosciuto le opere del poeta simbolista già nel 1909, quando era rimasto affascinato dall'aspetto misterioso e oscuro del Poema dell'estasi e da allora Bal'mont era diventato il suo poeta preferito e suo caro amico. Per la sua Cantata il compositore scelse un testo di Bal'mont, il poema  Richiami dell'antichità (Зовы древности), che si ispirava, molto probabilmente, a un'invocazione caldea incisa con i caratteri cuneiformi sulla parete di un tempio assiro che aveva come protagonisti sette spiriti demoniaci dotati di grande potere sugli elementi della terra.
 Iniziata nel settembre 1917, la Cantata fu terminata all'inizio del 1918. Rientrato a marzo a San Pietroburgo, dopo pochi giorni Prokof'ev incontrò nuovamente l'amico Bal'mont a Mosca e gli descrisse, con entusiasmo, "gesticolando come un dannato", la musica che aveva scritto per Sette, sono sette.
Il musicista riuscì a eseguire ad aprile le Visions fugitives e subito dopo la Sinfonia classica, quindi, vista la situazione incerta nel paese, decise di partire per gli Stati Uniti. Sette sono sette non ebbe la prima rappresentazione in Russia, ma a Parigi all'Opéra il 29 maggio 1924 con la direzione di Kusevickij.

## Analisi
Prokof'ev pose come sottotitolo al suo lavoro Invocazione caldea per orchestra, coro e tenore. Più che un'invocazione questa cantata si potrebbe considerare un'imprecazione di soli sette minuti e ottenuta con un organico vocale e strumentale grandioso.
 Il musicista cambia completamente rotta rispetto all'eleganza e alla chiarezza della Sinfonia classica e crea una composizione cupa, violenta in cui riaffiora il linguaggio aspro e barbaro della Suite scita.
La partitura è costruita su un testo già di per sé duro e fortemente incisivo:
...... Sette, sono sette!

Non sono né maschi né femmine.

Non hanno mogli, non partoriscono figli,

Sono come il vento vagabondo,

Si stendono come le reti, si allungano, si allungano,

Sono cattivi, loro! Sono molto cattivi!

Non conoscono il bene.

Non conoscono la vergogna.

Non sentono le preghiere......
La violenza del testo e della musica potrebbero far pensare a un richiamo diretto alla rivoluzione, ma Prokof'ev, come si è detto, era lontano dall'interesse politico. Nella sua autobiogragfia egli ricorda che a quel tempo pensava di dover "produrre idee, non solo musica" come per suggerire alle autorità un suo probabile impegno; in realtà più che partecipazione e coinvolgimento Prokof'ev nella sua cantata dimostra di provare un senso di smarrimento se non proprio terrore, "per non dire la visione profetica del tragico futuro di fronte alla Rivoluzione d'ottobre".
La cantata è introdotta da un breve, ma incisivo momento sostenuto da tutte le percussioni dell'orchestra e seguito dal coro; quindi vi è l'entrata del tenore che con tono declamatorio, quasi in un recitativo, canta i primi versi del testo. L'entrata violenta dell'orchestra accompagna quindi il solista a passaggi meno duri e più melodici, sempre mantenuti in un registro acuto e fortemente marcato. Il coro ripete con implacabile insistenza Sette, sono sette! La parte orchestrale riprende poi con un andamento cupo per arrivare con il coro, solo nelle voci femminili, a un sabba sfrenato. La coda finale porta la partitura a una improvvisa calma enigmatica sottolineata dai timpani; il tenore quindi, con toni bassi, conduce il brano a una chiusura avvolta da sensazioni misteriose e quasi mistiche.

## Organico
Tenore, coro misto. Orchestra composta da: due ottavini, due flauti, tre oboi, corno inglese, tre clarinetti, clarinetto basso, tre fagotti, controfagotto, otto corni, quattro trombe, quattro tromboni, due basso tuba, timpani, campane tubolari, xilofono, piatti, tam-tam, grancassa, tamburo, tamburello basco, due arpe, archi.